# میس حمدان
مَیْس عبدالجبّار حَمْدان (۳۱ اکتبر ۱۹۸۲) بازیگر، خواننده و مجری تلویزیونی اردنی است.او فعالیت هنری خود را به‌عنوان مدل در موزیک‌ویدیوها آغاز کرد، در سال‌های ۲۰۰۳-۲۰۰۴ در برنامهٔ طنز «سی بی ام» از شبکۀ ام‌بی‌سی ۱ شرکت کرد، جایی که استعدادش در تقلید و خوانندگی آشکار شد. پس از آن، در سال ۲۰۰۵ در فیلم سعودی «چه خبر؟» بازی کرد که باعث شناخته‌تر شدنش نزد عموم شد و در سال‌های بعد، در چندین فیلم مصری نیز حضور یافت. او همچنین برنامه‌های متعددی از جمله «سوپ خواهران» را به همراه خواهرانش اجرا کرد و در برنامهٔ «چهره‌ات آشنا نیست» نیز شرکت داشت.

## زندگی و پیشه
مَیْس عبدالجبّار حَمْدان سلیم در ۳۱ اکتبر ۱۹۸۲ در ابوظبی، امارات متحده عربی متولد شد. او خواهر میانی می سلیم و دانا حمدان است که هردو هنرمندند، دخترعمویش عُریب حمدان نیز بازیگر است. به دلیل شرایط خاص، در حالی که هنوز کوچک بود، خانواده‌اش به مصر نقل‌مکان کردند و پنج سال نیز در لبنان زندگی کرد. پدرش اصالتاً فلسطینی و مادرش اردنی است و او خود را «فلسطینی با تابعیت اردنی»، توصیف کرده است. فارغ‌التحصیل دانشگاه قاهره – دانشکدهٔ بازرگانی، بخش زبان انگلیسی است و در ابتدای کار خود در حوزهٔ تبلیغات و مد به‌عنوان مدل فعالیت می‌کرد. در آغاز مسیر هنری‌اش، میان انواع مختلف هنر و اجرا در چرخش بود و از خوانندگی، رقص و تقلید آغاز کرد و در نهایت به بازیگری رسید.
مَیس حمدان فعالیت هنری خود را از طریق برنامه‌های تلویزیونی طنز آغاز کرد که مهم‌ترین آن‌ها برنامهٔ «سی بی اِم» (CBM) از شبکۀ ام‌بی‌سی ۱ بود و استعداد خود را در تقلید شخصیت‌ها نمایان کرد. در سال ۲۰۰۴، مسیر خود را در دنیای بازیگری تلویزیونی با دو سریال «نقشهٔ اُم راکان» و «گفت‌وگوهای زنانه» آغاز کرد. در سال ۲۰۰۵، در سریال رمضانی «قرقیعان ۳» شرکت کرد. در سال ۲۰۰۶، نخستین تجربهٔ سینمایی‌اش را با فیلم «نامهٔ طارق» همراه با ستارهٔ مصری احمد حلمی و بازیگر لبنانی نور، بازی کرد و نیز در فیلم سعودی «چه خبر؟» نقش آفرید. در ۲۰۰۷، فعالیت سینمایی خود را ادامه داد و در کنار تامر حسنی در فیلم «عمر و سلما» که محبوبیت زیادی در سراسر جهان عرب به‌دست‌آورد، بازی کرد و همچنین در برنامهٔ «ترفندهایشان علیه هم» شرکت داشت. در سال ۲۰۰۸، حضورش میان تلویزیون و سینما متنوع بود: در فیلم‌های «ای دنیا، واقعاً رؤیا می‌بینم» و «خیابان ۱۸»، به‌علاوهٔ برنامهٔ «طرطأ و فنجل» و سریال «عرب لندن» بازی کرد. در سال ۲۰۰۹، در سریال مصری «مصراویه» – فصل دوم – در نقش «نورای»، همسر دوم شهردار، هنرنمایی کرد.
در سال ۲۰۱۰، وارد عرصهٔ رادیو شد و در سریال «ذهن زنان» ایفای نقش کرد. در سال ۲۰۱۱، در فصل سوم سریال «دختران جوان» در نقش خدمتکار پرحرف و بامزه ظاهر شد و نیز در سریال «لجباز» بازی کرد. در سال ۲۰۱۲، در دو سریال تلویزیونی یعنی «یشمک» و «کیکا بر فراز قله»، به‌همراه سریال «شریک سوم» که در آن نقش «غالیه» را ایفا کرد، شرکت داشت؛ همچنین در برنامهٔ «سوپ خواهران»، سریال «آتش و گِل» و فیلم «بازی با بزرگ‌ترها» حضور یافت. در سال ۲۰۱۳، وارد حوزهٔ فوازیر شد و در فوازیر «مسلسلیکو» شرکت کرد و نیز در سریال رمضانی «بازی مرگ» نقش‌آفرینی کرد. در سال‌های ۲۰۱۴–۲۰۱۵، در سریال‌های «راه من»، «داستان عشق»، «عشق در چهل‌سالگی»، «عشق زنان»، «شطرنج» و «برادران» حضور داشت. در سال ۲۰۱۷، در فیلم «تور ماهیگیری و قلاب» شرکت کرد. در سال ۲۰۱۸، در سریال‌های «نوف» و «چیزی از گذشته» ایفای نقش کرد. در سال ۲۰۲۰، در سریال «همدمم باش» و سپس سریال «خارج از کنترل» حضور یافت. در سال ۲۰۲۴، در فیلم‌های «سیستم» و «سیاه‌رنگی» بازی کرد و آهنگ خود با نام «زلزله‌ای در قلبم» را منتشر ساخت.

## زندگی شخصی
میس حمدان یک مسلمانِ پایبند است، رابطه‌اش با خدا را خط قرمزی می‌داند که نمی‌خواهد کسی در آن دخالت کند، اشاره کرده است که نماز شبانه «جادویی است که شکل زندگی‌اش را تغییر داده است.» حمدان مجرد است و در مصاحبه‌ای به تاریخ ۱۵ ژوئن ۲۰۲۱ گفت که در زندگی شخصی‌اش دوست دارد تجربهٔ ازدواج را از سر کنجکاوی و آزمون پشت سر بگذارند. در این باره گفته است: «من دنبال عشق هستم و هرگز بدون آن ازدواج نخواهم کرد، هرچقدر هم که بگویند عشق پس از ازدواج از بین می‌رود. نمی‌توانم با مردی زندگی کنم که در ابتدا به او عشق نداشته باشم، حتی اگر بعدها این احساس تغییر کند. مهم‌ترین چیز این است که عشق از ابتدا وجود داشته باشد. امیدوارم مجبور نشوم فقط برای بچه‌دار شدن ازدواج کنم یا زندگی‌ام را تنها ادامه دهم.» او همچنین به سراغ کسب‌وکار شخصی‌اش در فروش لباس رفته و یک شرکت و برند لباس به نام خود راه‌اندازی کرده تا منبع درآمد مستقلی از هنر داشته باشد.

## پیوندهای بیرونی
- میس حمدان در اینستاگرام
- کانال میس حمدان در یوتیوب